# Torre Pacheco
Torre Pacheco és un municipi de la Regió de Múrcia. Limita a l'est amb San Javier i Los Alcázares, al sud amb Cartagena, al nord amb Los Martínez del Puerto, Avileses i Valladolises (pedanies de Múrcia), i a l'oest amb Fuente Álamo de Murcia.

## Demografia
El municipi tenia 34.630 habitants en l'any 2016. Els seus habitants es troben distribuïts per diferents localitats del terme municipal: a Torre-Pachecho hi viuen 18.094 persones, a Roldán habiten 6444, a Balsicas en resideixen 3310, a Dolores de Pacheco 2230 habitants, a El Jimenado 2210 persones, a La Hortichuela  habiten 583 persones, a Santa Rosalía resideixen 139 persones, a Los Meroños viuen 411, a Los Camachos habiten 176 persones, a Los Olmos-Hoyamorena 1023 habitants, El Albardinal i San Cayetano.

## Geografia
Aquest municipi se troba al Camp de Cartagena. La seva estensió és de 189,4 km² i és el viutè municipi més exténs de la Regió de Múrcia.
Té una absència quasi total de relleus muntanyosos i l'excepció es Cabezo Gordo (un cim). Aquest manca de lleres permanentes de aigua, però sí té algunes rambles que desemboquen al Mar Menor quan hi ha pluges.
Els components que formen el sol d'aquest municipi tenen un origen sedimentari (marga, gres i calcària) que foren dipositats damunt el basament bètic.
Aquest territori està semiclos al nord per les serres Columbares, Carrascoy, El Puerto, Escalona i Altaona i al sud per les serres de La Unión, Roldán, La Muela, Las Victorias i de Cartagena.
Aquest muntanyisme en les localitats limítrofes influïu força el seu clima: La quantitat de aigua precipitada al any és normalment inferior a 300 mm i quan hi ha pluges, aquestes són torrenciales. Doncs el clima d'aquest lloc és mediterrani semiàrid. La màxima quantitat de precipitacions ocórren en tardor i en primavera i els mesos més plujosos són abril i octubre.
Els estius són calorosos però aquest calor és atenuat per la brisa marina i la temperatura mitjana és 25 º C. En hiver, la temperatura mitjana és 10 º C.

### Cabezo Gordo
Cabezo Gordo és un cim que se troba al Camp de Cartagena a la Regió de Múrcia. La seva altura és 312 metres. Le municipi no en té la tituralitat, però aquest cim està protegit i està inclos a Red Natura 2000.
És un pujol constituït amb marbre triàsic. Hi ha espèces com periploca angustifolia, maytenus senegalensis i caralluma europaea. Hi son trobades també una alta quantitat de ratpenats.

### Sima de las Palomas
La Sima de las Palomas (traduït al català, Avenc de les coloms) és un avenc que se troba en Cabezo Gordo. Aquest és càrstic i té una mesura de 20 metres. Hi són trobades restes humans de homínids del Plistocè mitjà i superior entre 150.000 i 30.000 anys, concretament d'Homo neanderthalensis.
Aquest jaciment es dels més importants del món amb restes de home de Neandertal i fou descobert el any 1991.

## Història
Torre-Pacheco ha estat habitat des del plistocè. En aqueix període persones de les espècies Homo heidelbergensis i Homo neandertalensis s'assentaren al Cabezo Gordo i la resta d'aquest assentament és el jaciment la Sima de las Palomas.
Durant el període romà s'extreia marbre al Cabezo Gordo. Altres activitats importantes que es feien en aquest municipi eren les pertanyents a l'agropecuària. En aquesta època no hi havia  cap poblat al municipi, però la fertilitat d'aquestes terres afavorien l'agricultura i la ramaderia. A causa d'aquestes activitats , hi havia prou vil·les romanes.
Les primeres referències històriques del poble de Torre-Pacheco daten del segle xiii.
En la Baixa Edat Mitjana famílies de terratinents començaren a establir-se al territori municipal. Els seus cognoms foren emprats en els topònims actuals. Per exemple, Pacheco era el cognom de terratinents que arribaren el 1472. El 7 de novembre de 1748, el consell de Múrcia envià una carta de donació a Pero Pacheco el fundador de Torre-Pacheco. La torre i el mas construïts per ell, foren el origen de la actual vila. Endemés aquesta rebré el seu nom del seu fundador.
Les primeres poblacions d'aquest municipi aparegueren el segle xvii. Els més antics foren Los Alcázares i Torre-Pacheco. Abans hi havia hagut un patró d'assentament: el poblament dispers.
Els segles XVI-XVIII noves localitats sorgiren: Balsicas, Roldán, Dolores i Lo Ferro. El nom de Lo Ferro prové de una família de genovesos assentada a Múrcia, que adquirí terres en aquesta comarca.
El 1813 Torre-Pacheco esdevingué per primera vegada un municipi independent de Múrcia. Això succeí a l'empara de la Constitució de Cadis de 1812 i anul·lada per Ferran VII el 1814. Durant el Trienni Liberal (1820-1823) Torre-Pacheco aconseguí de nou la independència. El 17 de setembre de 1836 es constituí l'Ajuntament de Torre-Pacheco.

## Patrimoni
Aquest municipi té alguns elements patrimonials com el castell de Ros, la capella del caseriu de Los Torrijos, la Villa Rustica Cartaginense, basses romanes, un pont romà, la Casa Valderas i la Casa Fontes.